# Mount Price, Antarktis
Mount Price är ett berg i Antarktis. Det ligger i Östantarktis. Nya Zeeland gör anspråk på området. Toppen på Mount Price är 3 030 meter över havet.
Terrängen runt Mount Price är varierad. Trakten är obefolkad. Det finns inga samhällen i närheten. 